# Бураселис, Костас
Костас Бураселис (Kostas Buraselis; род. 28 ноября 1950, Афины) — греческий историк-антиковед.
Доктор философии (1979), эмерит-профессор Афинского университета, его проректор в 2014—2018. Член Афинской академии (2023).
Окончил Афинский университет (1973) с дипломом по истории и археологии. Докторскую степень по античной истории получил в Марбургском университете (Германия). В 1980—1985 научный сотрудник Центра антиковедения Афинской академии, его первый избранный директор в 1985—1989. С 1989 ассоциированный профессор Афинского университета, с 2000 профессор, с 2018 эмерит. В 2005—2007, 2009—2011 там же зав. родной кафедрой истории и археологии, а в 2014—2018 проректор. Член-корреспондент Германского археологического института (1993). Приглашенный профессор Критского университета (1995 г.), Британской академии (1996 г.), Кипрского университета (2007 г.). Его интересуют политическая и институциональная история эллинистического мира и периода римской империи на греческом Востоке, культ древнего правителя, современная историография древнего мира.
Автор четырех научных книг (на греческом, немецком и английском языках) и редактор/соредактор тринадцати коллективных томов.
Автор Kos between Hellenism and Rome. Studies on the Political, Institutional and Social History of Kos from ca. the Middle Second Century B.C. until Late Antiquity (Philadelphia, American Philosophical Society, 2000, ISBN 0-87169-904-4) {Рец.}.
Соредактор
- The Ptolemies, the Sea and the Nile. Studies in Waterborne Power / Ed. Kostas Buraselis, Mary Stefanou, and Dorothy J. Thompson (Cambridge University Press, 2013, ISBN 978-1-107-03335-1) {Рец. Joseph Manning (historian)[англ.]}
- Hans Beck / Kostas Buraselis / Alex McAuley (Eds.), Ethnos and Koinon. Studies in Ancient Greek Ethnicity and Federalism. (Heidelberger Althistorische Beiträge und Epigraphische Studien, Bd. 61.) Stuttgart, Steiner 2019